# Submarine (1928)
Submarine (englisch für ‚U-Boot‘) ist ein US-amerikanischer Abenteuerfilm unter Regie von Frank Capra mit Jack Holt und Dorothy Revier in den Hauptrollen. Der Film wurde von Columbia Pictures produziert. Die Premiere des Films fand am 28. August 1928 statt. In Österreich kam er am 1. Februar 1929 in die Kinos, hier auch unter dem Titel „Untersee“.

## Handlung
Jack Dorgan, der führende Tiefseetaucher der Marine, und sein bester Freund, der Matrose Bob Mason, werden getrennt, als Jack nach Kalifornien zurückgeschickt wird, während Bob bei der Pazifikflotte zurückbleibt. Vor seiner Abreise macht Jack Witze darüber, dass Bob ihm ständig die Mädchen ausspannt. Bob warnt ihn davor, sich von Frauen fernzuhalten, die Strumpfbänder mit Würfelmuster tragen, sein Markenzeichen.
In San Diego trifft Jack fast ein Jahr später Bessie im Palais Ballroom und macht ihr sofort einen Heiratsantrag. Drei Monate später ist Bessie, die sich nach einem luxuriösen Leben sehnt, ihrer Ehe überdrüssig geworden und freut sich auf die einwöchige Abwesenheit ihres Mannes. Nachdem Jack ausläuft, geht Bob, der in San Diego Urlaub hat, in den Palais Ballroom, wo er die unbegleitete Bessie trifft. Sie nimmt seine Einladung zum Tanz an, und als Bob bemerkt, dass ihr Ring am Ringfinger fehlt, verbringt er seinen Urlaub mit ihr. Eine Woche später ist Bob an den Docks und bereitet sich darauf vor, zur See zurückzukehren, als er Jack begegnet, der ihn einlädt, seine neue Frau kennenzulernen. Als Bob Bessie vorgestellt wird, ist er entsetzt, aber als der ahnungslose Jack von seinem Vorgesetzten weggerufen wird, um einen Bericht über seine Mission einzureichen, flirtet Bessie mit Bob, der ihren Avancen allmählich nachgibt. Unerwartet früh kommt Jack zurück und schlägt seinen Freund zu Boden. Nachdem er Entschuldigungen gemurmelt hat, verlässt Bob hastig das Haus.
Während eines Manövers kollidiert Bobs U-Boot mit einem Zerstörer und sinkt auf den Meeresboden. Die Besatzung wird lebendig begraben, die Atemluft geht zur Neige. Da ein Taucher nach dem anderen die Besatzung nicht erreichen kann, rufen Marinebeamte Jack herbei. Jack zögert, Bob zu Hilfe zu kommen, bis er entdeckt, dass Bessie ein Paar Strumpfbänder mit Würfelmuster besitzt. Gerade als sie die U-Boot-Basatzung alle Hoffnung aufgegeben hat, lässt Jack eine Luftleitung zum U-Boot hinab. Während Bessie mit einem neuen Matrosen am Tisch im Palais Ballroom sitzt, landen Jack und Bob in einem Schlauchboot an Land und gehen gemeinsam weg. Ihre Freundschaft wird bekräftigt.

## Entstehung
Kritiken zufolge wurde der Film von zwei U-Boot-Katastrophen inspiriert, eine vor jeder US-Küste. Die US Navy fungierte als Berater für den Film. In einer Pressemitteilung wurde erklärt, dass den Männern der USS Utah eine Sondervorführung des Films gegeben wurde. Moderne Quellen weisen darauf hin, dass dies Capras erster Film mit großem Budget und einer von Columbias ersten „A“-Filmen war, mit einem Budget von 250.000 Dollar (2024: über 4,5 Millionen Dollar).
Laut Capras Autobiografie bat Harry Cohn ihn, den bekannten Regisseur Irvin Willat bei der Produktion zu ersetzen, obwohl Capras bisherige Bilanz bei Columbia nur fünf Low-Budget-Produktionen aufwies. Willat hoffte, die Unterwasserszenen fertigstellen zu können, aber Cohn ließ ihn innerhalb weniger Stunden durch Capra ersetzen. Capra begann vor Ort in San Pedro mit einhundert Statisten auf Abruf sowie einer Reihe von Marinesoldaten. Obwohl Willat bereits seit drei Wochen drehte, bestand Capra darauf, von vorne anzufangen und alles, was Willat gedreht hatte, neu zu drehen. Die letzte Szene der Rettung wurde in Zeitlupe gedreht, mit einem Spielzeug-U-Boot und einem Taucher in einem Glasaquarium.
Der Erfolg des Films veranlasste Columbia zu zwei Neuverfilmungen: 1931 inszenierte Roy William Neill „Fifty Fathoms Deep“ (wiederum mit Jack Holt in der Hauptrolle), 1937 drehte Erle C. Kenton „Devil’s Playground“ mit Richard Dix.
Edward Bernds schuf die Toneffekte, John P. Fulton die Kameraeffekte. Charles C. Coleman arbeitete als Regieassistent.

## Kritiken
Mordaunt Hall von der The New York Times beschrieb den Film als ein raffiniert gestaltetes Unterwasser-Melodram. Obwohl es technische Aussetzer gebe und die Spannung etwas zu lange gestreckt werde, seien die Szenen so fesselnd und die Schauspieler so kompetent, dass das Interesse daran nie nachlasse. Hall benannte zudem den Untergang der U-Boote „S-4“ (17. Dezember 1927 vor der Küste Massachusetts) und „S-51“ (25. September 1925 vor der Küste Rhode Islands) als Basis für das Drehbuch.